# Swiss Open 2024
Swiss Open Gstaad 2024 (cunoscut și ca EFG Swiss Open Gstaad din motive de sponsorizare) a fost un turneu de tenis masculin care s-a jucat pe terenuri cu zgură, în aer liber. A fost cea de-a 56-a ediție a Swiss Open și turneu de nivel ATP 250 din Circuitul ATP 2024. S-a desfășurat la Roy Emerson Arena din Gstaad, Elveția, în perioada 15–21 iulie.

## Campioni

### Simplu
Pentru mai multe informații consultați Swiss Open 2024 – Simplu

### Dublu
Pentru mai multe informații consultați Swiss Open 2024 – Dublu

## Puncte și premii în bani

### Distribuția punctelor
| Probă  | Câștigător | Finalist | Semifinalist | Sfertfinalist | Runda 2 | Runda 1 | Q   | Q2  | Q1  |
| Simplu | 250        | 165      | 100          | 50            | 25      | 0       | 13  | 7   | 0   |
| Dublu  | 250        | 150      | 90           | 45            | 20      | 0       | N/A | N/A | N/A |

### Premii în bani
| Probă  | Câștigător | Finalist | Semifinalist | Sfertfinalist | Runda 2  | Runda 1 | Q2      | Q1      |
| Simplu | 88.125 €   | 51.400 € | 30.220 €     | 17.510 €      | 10.165 € | 6.215 € | 3.105 € | 1.695 € |
| Dublu* | 30.610 €   | 16.380 € | 9.600 €      | 5.370 €       | 3.160 €  | N/A     | N/A     | N/A     |

*per echipă